# Gare de Barry-Maulde
La gare de Barry-Maulde est une ancienne gare ferroviaire belge de la ligne 94, de Hal à Froyennes (frontière) située sur l'ancienne commune de Maulde à proximité de celle de Barry. Ce sont désormais des sections de la ville de Tournai, en région wallonne dans la province de Hainaut.
Elle est mise en service en 1848 par la Compagnie du chemin de fer de Tournay à Jurbise et ferme en 1984.

## Situation ferroviaire
La gare de Barry-Maulde était située au point kilométrique (PK) 56,0 de la ligne 94, de Hal à Froyennes (frontière) entre les gares, fermées, de Chapelle-à-Wattines et Havinnes.

## Histoire
La Compagnie du chemin de fer de Tournay à Jurbise livre à l'exploitation les sections de Tournai à Ath et d'Ath à Maffle le 30 novembre 1847. Elle crée la « Halte de Bary », sur la commune de Maulde le 11 novembre 1848.
L'administration des chemins de fer de l'État belge s'occupe du service des trains sur le chemin de fer Tournai-Jurbise, moyennant redevance, et rachètera plus tard le réseau de cette compagnie.
En 1861, Bary-Maulde accède au statut de station en même temps que la gare de Ligne. L'aspect du bâtiment de la gare de Barry-Maulde est inconnu ; en 1894 le sénateur Alphonse Stiénon du Pré décrit un édifice inchangé depuis 1848 disposant d'une seule salle d'attente. Un bâtiment standard de plan type 1895 le remplace ; il est inauguré le 21 juillet 1900.
Ce second bâtiment, doté d'une aile de trois travées à gauche, possédait aussi une marquise de quai en fer forgé et était entouré par une halle à marchandises, un abri de quai et une annexe toilette-lampisterie. Il a plus tard été repeint en blanc et a perdu la partie courbée de sa marquise.
La sucrerie de Barry a été fondée à proximité de la gare en 1857 et s'étendra de part et d'autre des voies. Important pourvoyeur d'emploi, ce site industriel possédait son propre raccordement ferroviaire, fort actif à la saison des betteraves sucrières. L'usine ferme en 1976 et a été en grande partie démantelée.
Durant la Seconde Guerre mondiale, l'occupant allemand réclame la suppression du passage à niveau de la chaussée de Tournai (actuelle N7) au profit d'un pont (le « pont Festu ») à l'emplacement de celui du tramway vicinal[réf. souhaitée]. Un chemin de fer provisoire à voie étroite servira à transporter les remblais et matériaux de ce pont en béton dont la construction battait son plein en 1941 avec une locomotive à vapeur basée à la gare de Barry-Maulde.
La gare de Barry-Maulde elle-même a fini par disparaître. Le déclin du trafic a poussé la SNCB a envisager sa fermeture à partir de 1982. Elle est supprimée lors de l'instauration du plan IC-IR le 3 juin 1984 en même temps que la plupart des gares de la ligne 94 entre Hal et Tournai. Inutilisé, le bâtiment de la gare a depuis été démoli.